# Peter Ladefoged

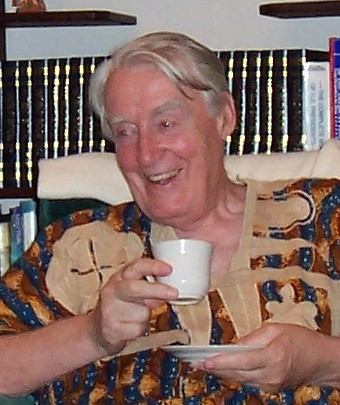

Peter Nielsen Ladefoged
(phát âm như /ˈlædɪfoʊɡɪd/; 17 tháng 9 năm 1925 – 24 tháng 1 năm 2006) là nhà ngôn ngữ học và nhà ngữ âm học người Mỹ gốc Anh đã đi khắp thế giới để miêu tả các âm khác nhau trong những ngôn ngữ nguy cấp và sáng kiến những phương pháp để tập hợp và điều tra dữ liệu ngôn ngữ học. Ông học tại các trường Đại học Edinburgh (Scotland) và Ibadan (Nigeria) vào thập niên 1950. Tại Edinburgh, ông học về ngữ âm học dưới David Abercrombie, ông ấy đã học dưới Daniel Jones, và do đó có quan hệ với Henry Sweet.
Vào lúc qua đời, Ladefoged đang làm Giáo sư Danh dự môn Ngữ âm học tại Đại học California tại Los Angeles (UCLA), trường mà ông đã dạy từ 1962 đến 1991. Sách A Course in Phonetics (Lớp Ngữ âm học) của ông thường được sử dụng như cuốn sách giới thiệu ngữ âm học, và The Sounds of the World's Languages (Âm thanh của các Ngôn ngữ Thế giới, đồng tác giả với Ian Maddieson) thường được coi là sách tham khảo chuẩn về ngữ âm học. Ladefoged cũng viết vài cuốn sách về ngữ âm của các ngôn ngữ tại châu Phi.